# Oak Trail Shores
Oak Trail Shores es un lugar designado por el censo ubicado en el condado de Hood en el estado estadounidense de Texas. En el Censo de 2010 tenía una población de 2.755 habitantes y una densidad poblacional de 418,45 personas por km².

## Geografía
Oak Trail Shores se encuentra ubicado en las coordenadas 32°29′23″N 97°50′2″O / 32.48972, -97.83389. Según la Oficina del Censo de los Estados Unidos, Oak Trail Shores tiene una superficie total de 6.58 km², de la cual 6.57 km² corresponden a tierra firme y (0.16%) 0.01 km² es agua.

## Demografía
Según el censo de 2010, había 2.755 personas residiendo en Oak Trail Shores. La densidad de población era de 418,45 hab./km². De los 2.755 habitantes, Oak Trail Shores estaba compuesto por el 81.67% blancos, el 1.23% eran afroamericanos, el 0.73% eran amerindios, el 0.33% eran asiáticos, el 0% eran isleños del Pacífico, el 14.81% eran de otras razas y el 1.23% pertenecían a dos o más razas. Del total de la población el 30.31% eran hispanos o latinos de cualquier raza.